# Aven Armand

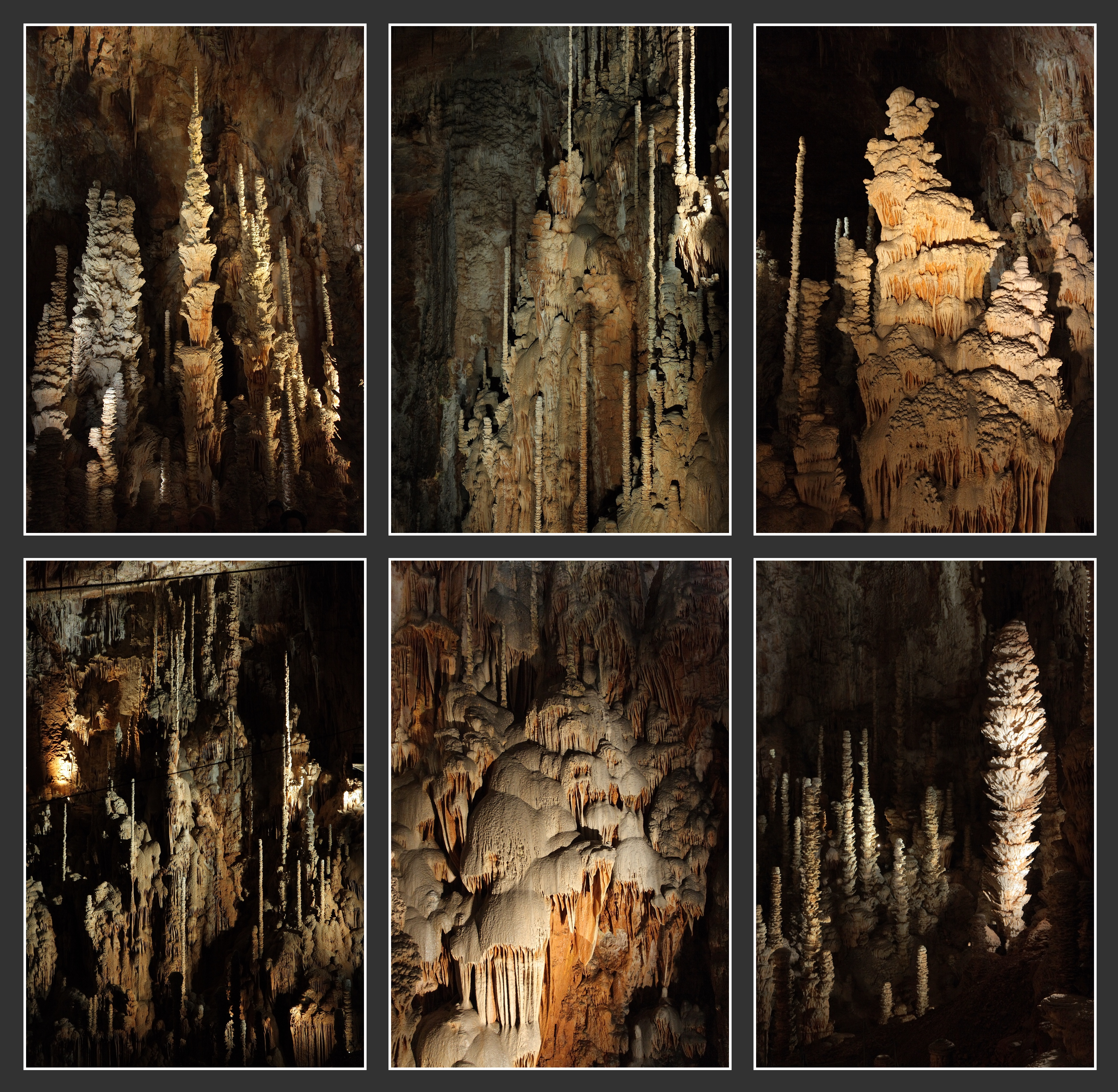
Stalagmite

Aven Armand este o peșteră din Franța situată în Parcul Național Cévennes, în departamentul Lozère, între Meyrueis și Sainte-Enimie.

## Istoria
Descoperită în 1897 și deschisă pentru public începând cu anul 1927, este una dintre cele mai vizitate locuri din zona respectivă.

## Caracteristici
Are o sală imensă care măsoară 100 m lungime, 50 m lățime și 35 m înălțime. Circa 400 de stalagmite sunt prinse de baza peșterii și formează Pădurea Virgină (la Forêt Vierge).

### Particularitate
Peștera Aven Armand este peștera cu cea mai mare stalagmită (La Grande Stalagmite) din lume, aceasta măsoară 29 m.

## Galerie

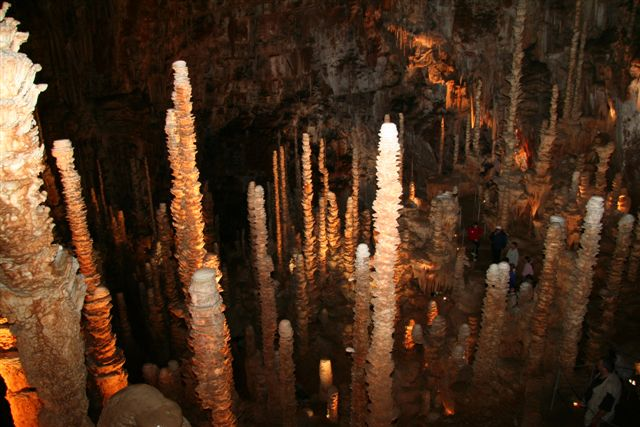
Aven Armand
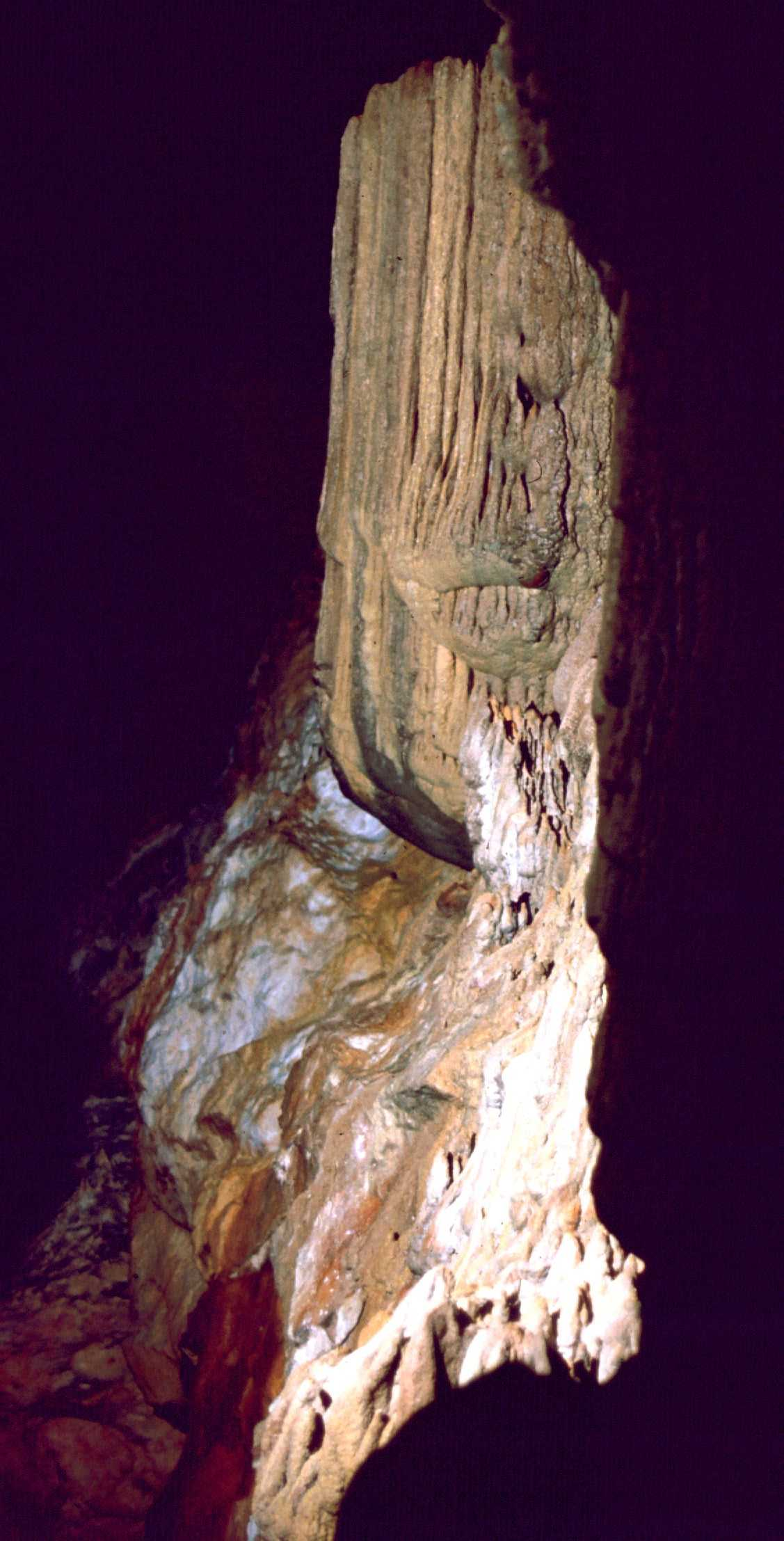
Aven Armand
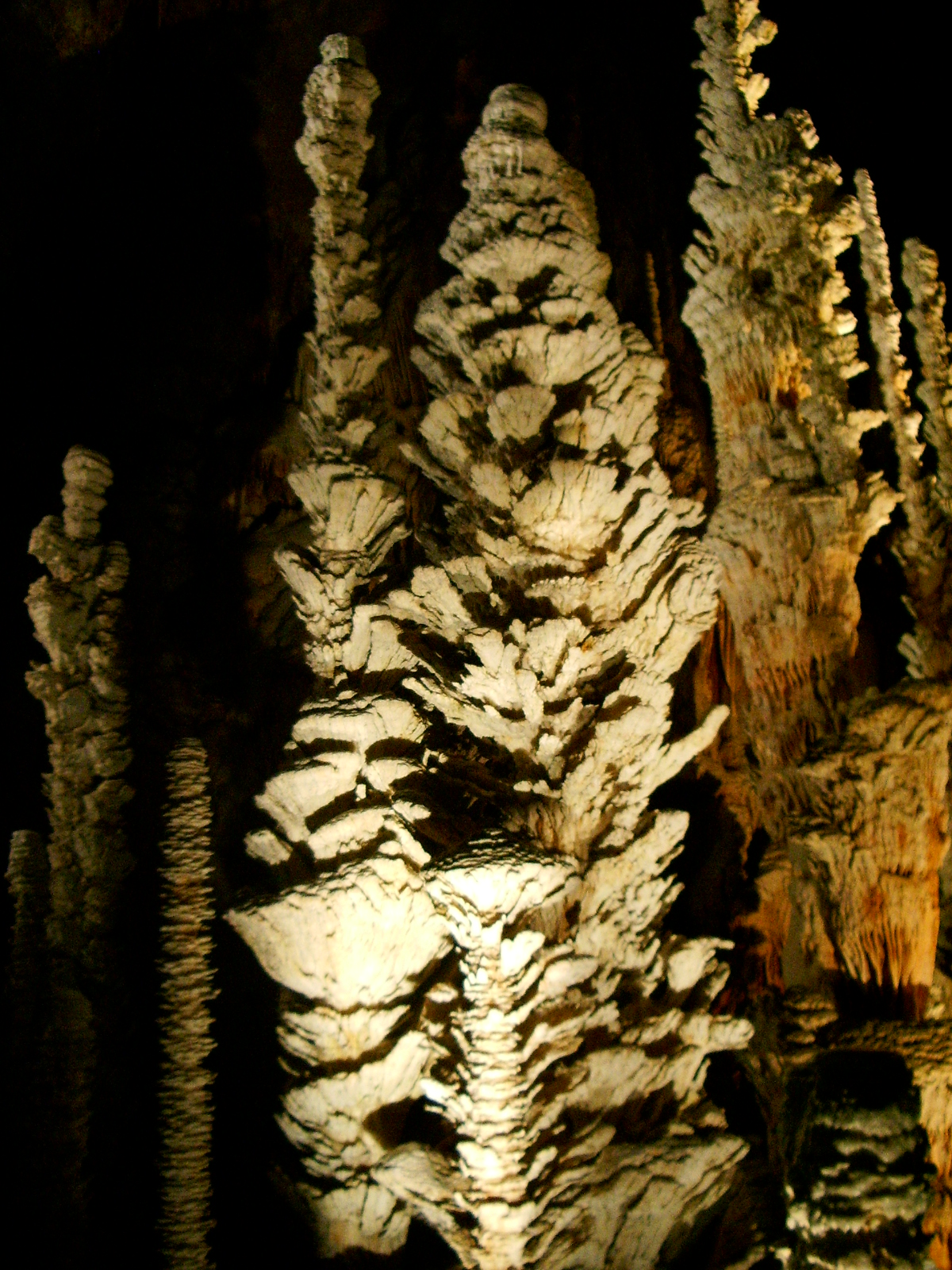
Stalagmite
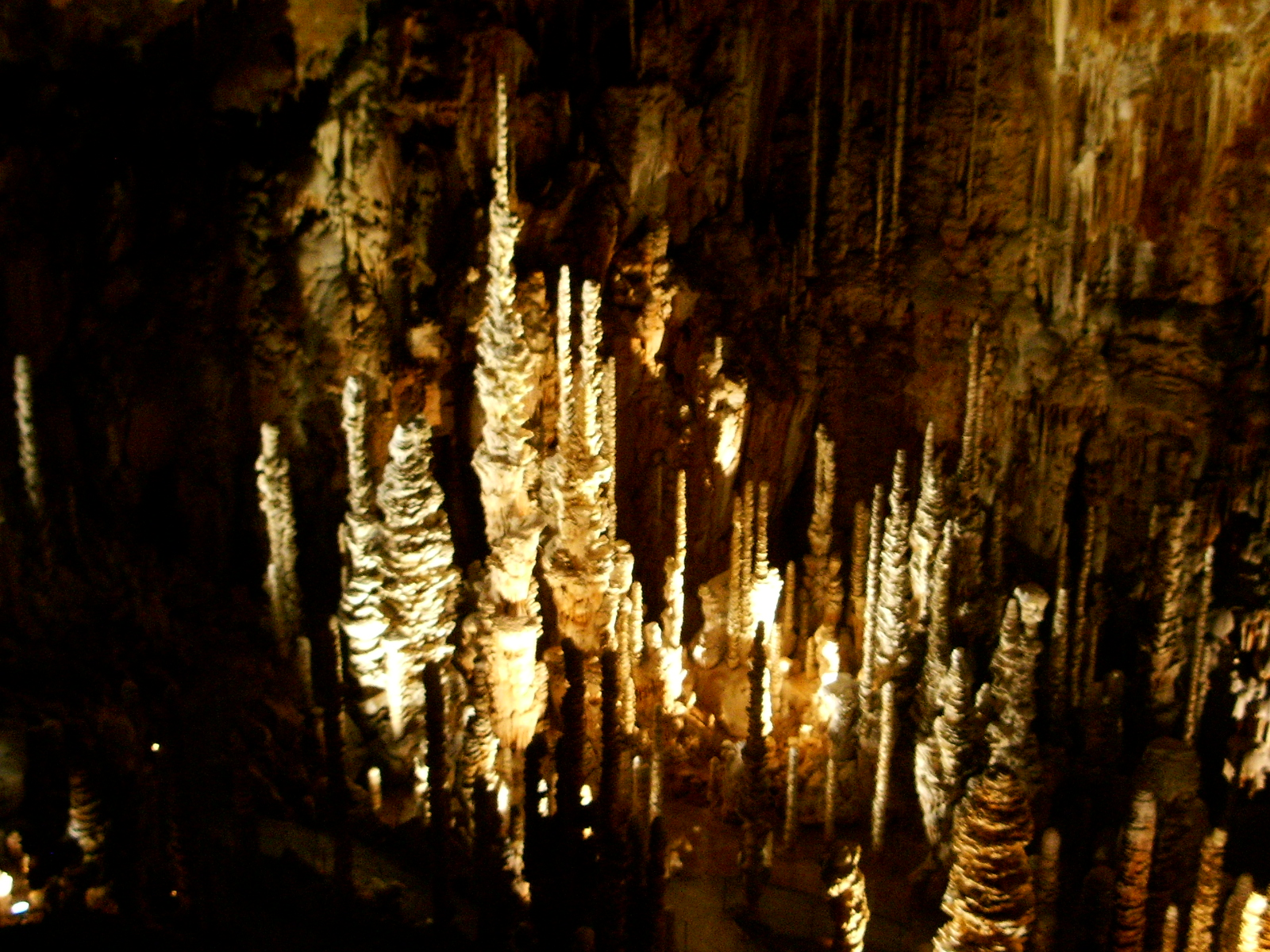
Stalagmite